# Apristurus saldanha
Apristurus saldanha es una especie de peces de la familia Scyliorhinidae en el orden de los Carcharhiniformes.

## Morfología
Los machos pueden llegar alcanzar los 88 cm de longitud total.

## Reproducción
Es ovíparo.

## Distribución geográfica
Se encuentra en las  costas de Namibia y de Sudáfrica (Provincia Occidental del Cabo y Provincia Oriental del Cabo). 